# Klaudiusz Fragstajn
Klaudiusz Fragstajn (niem. Klaudius Fragstein; ur. 20 stycznia 1959 w Katowicach) – polski koszykarz.

## Kariera sportowa
W 1975 wystąpił na mistrzostwach Europy kadetów (U-16), zajmując z polską drużyną 14. miejsce.
Występował w Zagłębiu Sosnowiec. W 1977 i 1978 zdobył mistrzostwo Polski juniorów. Od 1976 występował w rozgrywkach II-ligowych.  w 1979 awansował z drużyną do I ligi, w 1981 wywalczył z nią brązowy medal mistrzostw Polski. Występował w towarzyskich spotkaniach reprezentacji Polski podczas wyjazdu do USA w 1980. W 1983 wyemigrował do Niemiec. W 1988 awansował z zespołem SSV Ulm do I ligi niemieckiej